# جونگ سو یونگ
جونگ سو یونگ (کره‌ای: 정수영؛ زادهٔ ۲۷ مارس ۱۹۸۲) بازیگر اهل کره جنوبی است. وی از سال ۲۰۰۰ میلادی تاکنون مشغول فعالیت بوده‌است. او در آثاری همچون آرانگ و دادرس، مبارزه برای راهم، شوهر من اوه جاک دو و زندگی خصوصی او ایفای نقش کرده‌است.